# Przeciszów (gmina)
Przeciszów est une gmina rurale du powiat de Oświęcim, Petite-Pologne, dans le sud de la Pologne. Son siège est le village de Przeciszów, qui se situe environ 12 km à l'est d'Oświęcim et 40 km à l'ouest de la capitale régionale Cracovie.
La gmina couvre une superficie de 35,4 km2 pour une population de 6 679 habitants.

## Géographie
La gmina inclut les villages de Piotrowice, Podlesie et Przeciszów.
La gmina borde les gminy de Babice, Oświęcim, Polanka Wielka, Wieprz et Zator.